# Sára Salkaházi
Sára Salkaházi (Kassa °11 mei 1899 - Boedapest † 27 december 1944) was een Hongaarse katholieke non en martelares.
Tijdens de Tweede Wereldoorlog, gedurende de bezetting van Hongarije door de Duitsers en het bestaan van de Pijlkruisers, redde Sára Salkaházi het leven van talloze Joden. Om die reden werd ze in 1944 vermoord. In 1969 werd ze postuum geëerd als "Rechtvaardige onder de Volkeren". De Rooms-Katholieke Kerk heeft haar in 2006 zalig verklaard.

## Afkomst en opleiding
Sára was de tweede van drie kinderen, geboren uit de gemeenschap van Leopold Schalkház en diens echtgenote Clothilde. Dit echtpaar was eigenaar van het Hotel Schalkház waar Sára het levenslicht zag. Haar vader stierf vroeg, toen ze slechts 2 jaar was. Na haar scholing volgde ze met succes een opleiding tot onderwijzeres.
Op het einde van de Eerste Wereldoorlog, na de annexatie van haar geboorteplaats bij Tsjecho-Slowakije, weigerde ze als Hongaarse patriot de eed van trouw aan de nieuwe staat af te leggen. Om die reden werd ze verplicht haar betrekking als onderwijzeres te verlaten. Nadien volgde ze een opleiding voor boekbinder en later werd ze journaliste. Ook schreef ze literaire teksten zoals toneelstukken en korte verhalen.
In 1922-23 was ze gedurende een korte periode verloofd, maar ze gaf de verlovingsring terug omdat ze tot het besluit gekomen was, dat ze zich geroepen voelde voor het kloosterleven.
In haar jeugd stond Sára bekend als koppig en opstandig, maar eveneens grootmoedig en loyaal. Haar christelijk geloof werd ook beïnvloed door de crises eigen aan de tijd.

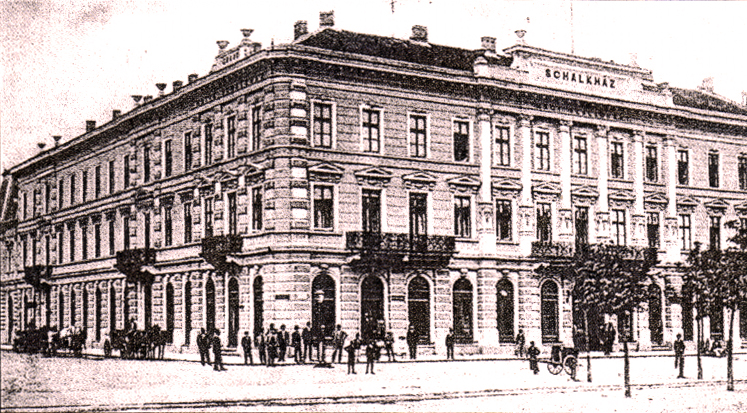
Hotel Schalkház in Košice, waar Sára Salkaházi geboren werd.

## Leven in de Orde
In 1927 maakte ze kennis met de religieuze orde: Gemeenschap van de Zusters van Sociaal Werk. Deze was slechts enkele jaren eerder, in 1923, in Boedapest opgericht door de Hongaarse non en politica Margit Slachta (°1884 - †1974).

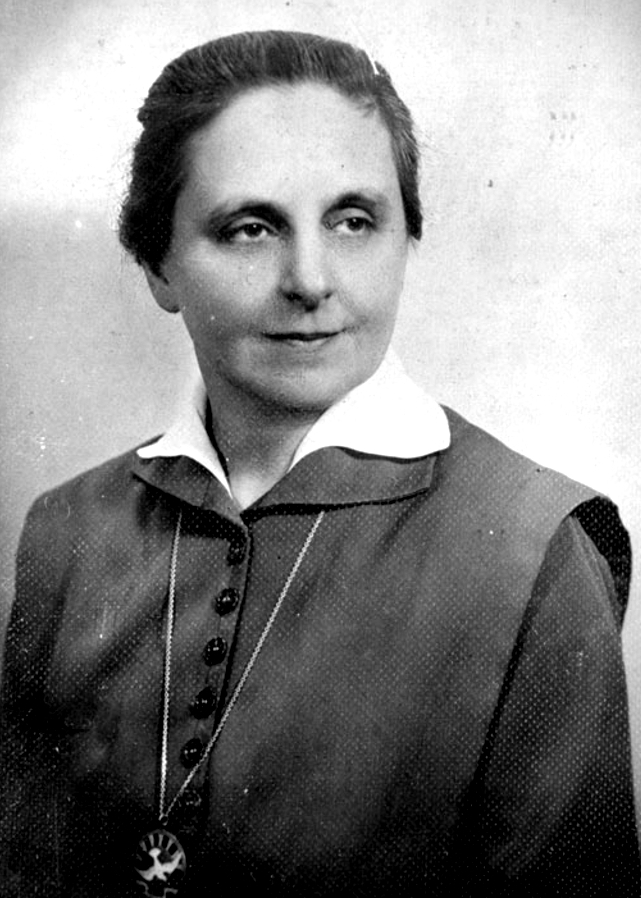
Zuster Margrit Slachta, stichteres van de religieuze orde.

De zusters leefden daar volgens relatief flexibele regels, droegen een eenvoudig, modern ogend grijs habijt zonder sluier en waren vooral betrokken bij jeugd- en vrouweneducatie alsook christelijke journalistiek.
In 1929 trad Sára te Boedapest als novice in bij deze orde en op Pinksteren 1930 legde ze haar eerste geloften af. In de jaren die volgden, putte ze zich uit in menig opzicht, en in 1934 keerde ze afgemat terug naar haar geboortestad. Haar uitputting werd door haar oversten opgevat als onzekerheid over haar roeping: dus mocht ze haar geloften een jaar lang niet hernieuwen.
In 1937 bood ze zich aan voor vrijwilligerswerk in missieposten in Brazilië, doch haar Tsjecho-Slowaakse nationaliteit was een beletsel voor haar uitzending. In hetzelfde jaar verhuisde ze naar Boedapest teneinde daar het Hongaarse staatsburgerschap te verwerven, maar ingevolge het uitbreken van de Tweede Wereldoorlog in 1939 was het reizen naar Zuid-Amerika onmogelijk geworden.
Op Pinksteren 1940 legde ze haar laatste geloften af. Haar credo luidde: Ecce ego, mitte me! (Hier ben ik, zend mij!).
Uit protest tegen de opkomst van het nazisme, veranderde ze in 1942 haar originele enigszins Duits klinkende achternaam "Schalkház" in het Hongaarse "Salkaházi".

## De moord op de Joden
De Zusters van Sociaal Werk handelden koortsachtig om de Joden te redden tijdens de Holocaust in Hongarije. Zuster Sára was persoonlijk verantwoordelijk voor het redden van een honderdtal personen. In het najaar van 1943 deed ze in het geheim een gelofte die alleen haar superieuren op dat moment kenden: ze was bereid het martelaarschap op zich te nemen om haar medezusters te redden indien hen tijdens de vervolgingen iets zou overkomen.
Op 27 december 1944 werd het door zuster Sára uitgebate tehuis in de Bokréta-straat in Boedapest omsingeld door aanhangers van de Pijlkruisersbeweging. De nonnen waren door een 18-jarige burgerlijke werkvrouw verraden. De Pijlkruisers pakten vier personen op van wie ze vermoedden dat ze joods waren, evenals een godsdienstlerares: Vilma Bernovits. Zuster Sára arriveerde op dat moment in het klooster, maar vluchtte niet. Ter vrijwaring van haar medezusters nam ze integendeel dapper de verantwoordelijkheid op zich en werd bijgevolg aangehouden. De zes gearresteerden werden naar de oever van de Donau gebracht. Daar werden ze van hun kledij beroofd en vervolgens doodgeschoten. Slechts één jongeman wist te ontsnappen door in de Donau te springen. Volgens getuigen maakte zuster Sára kort voordat ze werd vermoord een kruisteken. De lichamen werden in de rivier gegooid en nooit gevonden.
Over de omstandigheden van het overlijden van Sára Salkaházi en haar lotgenoten was lange tijd niets bekend. Twintig jaar later vertelde een van de verdachte Pijlkruisers aan de rechtbank de ware toedracht van de gebeurtenis.

## Eerbetoon en zaligverklaring
De vrouw die de zusters aan de Pijlkruisers had verraden, werd in 1945 gearresteerd, maar kon nadien onderduiken. In 1949 werd ze bij verstek veroordeeld tot tien jaar gevangenisstraf. Over haar verdere lot is niets geweten.
Zuster Sára geraakte mettertijd in de vergetelheid. Pas toen in 1966 en 1967 te Boedapest het proces tegen de voormalige Pijlkruisers gevoerd werd, kwam haar rol in de schijnwerpers en werd er meer aandacht besteed aan de omstandigheden van haar dood. 
In 1969 werd kreeg ze het predicaat Rechtvaardige onder de Volkeren en werd haar naam vermeld op het Yad Vashem-monument in Jeruzalem. 
Op 17 september 2006 werd ze door paus Benedictus XVI voor haar rol als martelaar zalig verklaard. De proclamatie werd op een plein voor de Sint-Stefanusbasiliek in Pest aan een menigte van ongeveer 10.000 gelovigen voorgelezen door kardinaal Péter Erdo. Tijdens deze openluchtmis las hij onder meer: "Ze was bereid risico’s te nemen voor de vervolgden […] tijdens de dagen van grote terreur. Haar martelaarschap is nog steeds actueel..." .
De plaats van Salkaházi's executie, de Donau-kade ten zuiden van de Vrijheidsbrug aan de kant van het stadsdeel “Pest”, is thans naar haar vernoemd. Door de delen van de kade een naam te geven, eert de Hongaarse hoofdstad de personen die Joden hebben gered tijdens de Holocaust, onder meer: Margit Slachta, Raoul Wallenberg, Carl Lutz, en Angelo Rotta.
In Boedapest zijn overigens naar Sára Salkaházi vernoemd:
- een park in de buurt van Bokréta utca in het 9e stadsdistrict,
- een parochiekerk en een katholieke school in het 15e stadsdistrict.

Anno 1996 kende de Hongaarse minister van Binnenlandse Zaken aan Sára Salkaházi postuum een “Medaille van moed” toe.
Vermits zuster Sára in 1944 het slachtoffer werd van politieke willekeur, werd in 1997  door de Hongaarse staat aan de Gemeenschap der Zusters van Sociaal Werk een symbolische vergoeding toegekend.
In de kathedraal van Košice werd in 2013 een standbeeld ter ere van Sára Salkaházi ingehuldigd.